# Sterna

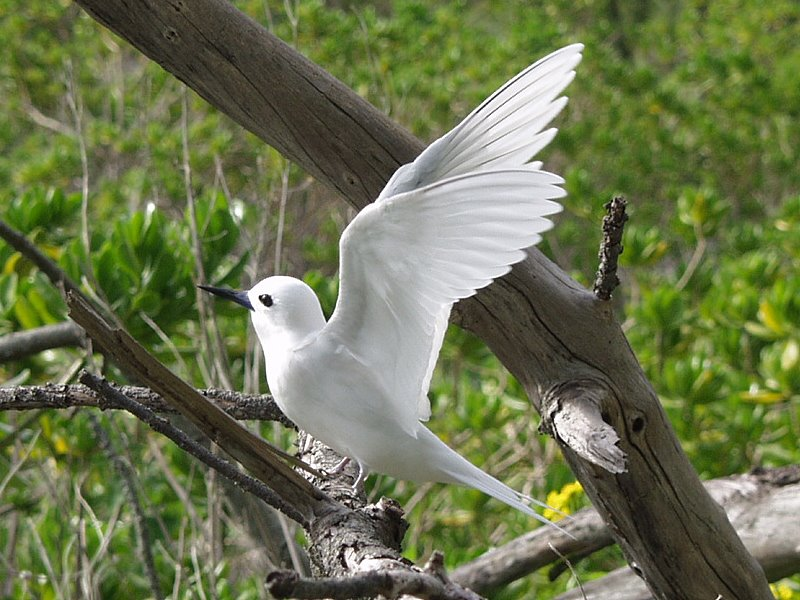
Una sterna bianca

Sterna è un genere di uccelli caradriformi della sottofamiglia Sterninae, nella famiglia Laridae.

## Descrizione
Le specie appartenenti a Sterna sono grandi sterne dal piumaggio prevalentemente bianco che vivono in quasi tutto il mondo.

## Specie
Questo genere, che fino a poco tempo fa comprendeva la maggior parte delle Sterninae, è stato suddiviso in cinque altri generi (Gelochelidon, Onychoprion, Hydroprogne, Sternula e Thalasseus) a seguito di studi filogenetici sulle varie specie. Le specie ancora in questo genere sono 13, che lo rende comunque il più numeroso tra le Sterninae:
- Sterna
  - S. aurantia (Sterna indiana di fiume)
  - S. dougallii (Sterna del Dougall)
  - S. striata (Sterna frontebianca)
  - S. sumatrana (Sterna nucanera)
  - S. hirundinacea (Sterna del Sudamerica)
  - S. hirundo (Sterna comune, Rondine di mare)
  - S. repressa (Sterna guancebianche)
  - S. paradisaea (Sterna codalunga)
  - S. vittata (Sterna antartica)
  - S. virgata (Sterna di Kerguelen)
  - S. forsteri (Sterna di Forster)
  - S. trudeaui (Sterna di Trudeau)
  - S. acuticauda (Sterna ventrenero)